# Awiram Baruchjan
Awiram Baruchjan (hebr. ‏אבירם ברוכיאן‎, ang. Aviram Baruchyan, ur. 20 marca 1985 w Jerozolimie) – izraelski piłkarz występujący na pozycji pomocnika, reprezentant Izraela w latach 2007–2009.

## Kariera klubowa
Karierę na poziomie seniorskim rozpoczął w 2002 roku w Beitarze Jerozolima, w barwach którego zaliczył na przestrzeni 10 sezonów 228 spotkań. Dzięki pobytowi w tym klubie miał także okazję grać w fazach eliminacyjnych Ligi Mistrzów UEFA, strzelając między innymi dwa gole Wiśle Kraków, z biegiem czasu został kapitanem zespołu.
W styczniu 2012 roku podpisał dwuipółletni kontrakt z Polonią Warszawa, gdzie jednak nie łapał się do pierwszego składu i w trakcie dwóch rund rozegrał jedynie 6 spotkań. We wrześniu 2012 roku, ze względu na problemy osobiste został przesunięty do drużyny Młodej Ekstraklasy, a następnie wypożyczony do izraelskiego Hapoelu Beer Szewa. Po upłynięciu okresu wypożyczenia pozostał formalnie zawodnikiem Polonii Warszawa, mimo jej zdegradowania do IV ligi. Jesienią 2013 roku powrócił do Beitaru Jerozolima, gdzie grał przez jeden sezon. Od 2014 roku kontynuował karierę w klubach II i III-ligowych: Hapoel Katamon Jerozolima, Hapoel Ironi Riszon le-Cijjon, AS Aszdod i Beitar Nordia Jerozolima.

## Kariera reprezentacyjna
W latach 2003–2004 Baruchyan grał w reprezentacji Izraela U-19. Z kadrą U-21 wystąpił na Mistrzostwach Europy U-21 2007, gdzie zagrał w meczach z Holandią oraz Belgią. 13 października 2007 zadebiutował w seniorskiej reprezentacji Izraela w spotkaniu z Chorwacją (0:1) w eliminacjach Mistrzostw Europy 2008. Łącznie w latach 2007–2009 rozegrał w drużynie narodowej 10 spotkań, zdobył 2 bramki.

### Bramki w reprezentacji
| Lp. | Data                 | Miejsce                      | Przeciwnik | Bramka | Rezultat | Ranga meczu                       |
| --- | -------------------- | ---------------------------- | ---------- | ------ | -------- | --------------------------------- |
| 1.  | 17 października 2007 | Stadion Ramat Gan, Ramat Gan | Białoruś   | 1:0    | 2:1      | Mecz towarzyski                   |
| 2.  | 9 września 2009      | Stadion Ramat Gan, Ramat Gan | Luksemburg | 2:0    | 7:0      | Eliminacje Mistrzostw Świata 2010 |

## Sukcesy
Beitar Jerozolima
- mistrzostwo Izraela: 2006/07, 2007/08
- Puchar Izraela: 2007/08, 2008/09
- Puchar Ligi: 2008/09